# Ô Đang
Ô Đang (chữ Hán giản thể: 乌当区, bính âm: Wūdāng Qū âm Hán Việt: Ô Đang khu) là một quận thuộc địa cấp thị Quý Dương, tỉnh Quý Châu, Cộng hòa Nhân dân Trung Hoa. Quận này có diện tích 962 km², dân số năm 2002 là 290.000 người. Mã số bưu chính của Ô Đang là 520112. Chính quyền quận đóng ở nhai đạo. Về mặt hành chính, quận này được chia thành 2 nhai đạo, 5 trấn và 7 hương.
- Nhai đạo: Tân Thiên, Cao Tân Lộ.
- Trấn: Đông Phong, Thủy Điền, Dương Xương, Kim Hoa và Châu Xương.
- Hương: hương dân tộc Bố-y Thiên Pha, Hạ Bá, Bách Nghi, hương dân tộc Bố-y Tân Bảo, Dã Áp, Vĩnh Lạc và Tân Trường.